# Димитър Попов (летец)
Вижте пояснителната страница за други значения на Димитър Попов.
Димитър Стефанов Попов е български офицер, летец изтребител, загинал във въздушен бой в защита на София от бомбардировките през Втората световна война.

## Биография
Димитър Попов е роден в град Варна на 18 ноември 1918 г. в семейството на свещеника Стефан поп Йорданов и Райна Димитрова Татарова. Баща му е архиерейски наместник от град Добрич. Майка му е от град Шумен, по произход от град Омуртаг. Придобива основно и гимназиално образование в родния град с отличен успех и примерно поведение. През 1937 г. завършва Варненската гимназия като знаменосец на училището. Желанието му да стане летец датира от ученическите години. През 1937 г. постъпва във Военното на Негово Височество училище, където е трети по успех на приемния конкурсен изпит. През есента на 1938 г. преминава в летателния отдел и избира авиацията като специалност.
През месец юли 1939 г. е изпратен в Италия за полагане на пилотски изпит. Завръща се в България през октомври същата година след завършен курс по авиация.
На 16 юни 1939 г. е произведен в чин подпоручик. След преминаване на курс за инструментално летене през 1941 г. е зачислен като бомбардировач за далечно разузнаване на Летище Граф Игнатиево. На 16 юни 1943 г. е повишен в чин поручик. Като добър летец и с отлични атестации е назначен за ятен командир. По време на Втората световна война се налага да бъдат излъчени от Летище Граф Игнатиево офицери за пилоти на немския пикиращ бомбардировач Junkers Ju 87 или известен в България като Щука. Преминава курс на обучение и се завръща в базата си, откъдето е изпратен на Летище Карлово (Марино поле) като заместител изтребител. На 21 февруари 1944 г. е зачислен във 2-ри изтребителен орляк на 6-и изтребителен полк на Летище София (Враждебна). Ситуацията налага командироването на правоспособни пилоти на Щука за попълване на състава и Димитър Попов е назначен за офицер разузнавач. Осъществява полети под тревога в защита на въздушното пространство на страната. Произведен е в чин капитан на 16 април 1944 г.
На 17 април 1944 г. – втория ден на Великден, останал в историята на България като „Черният Великден“, Димитър Попов излита със самолета Messerschmitt Bf 109 в щабна четворка срещу многочислен противник и в бой е свален от вражески куршуми. Загива в землището на град Перник в местността Старият яз.

## Цитати
В писмо до Дружеството на младите бойци – Перник свещеник Стефан поп Йорданов пише за сина си:
| „ | ... В отношенията си като офицер от своите подофицери и войници е наричан „нашия“ и „златото“. Всички негови познати не искаха да повярват на известието за неговата смърт и със сълзи и болка в душата, тези мъже и авиатори, решени да умрат във всеки миг за България, посрещнаха тази вест... | “ |

Милан Тасев Димов, собственик на градината в местността Старият яз в град Перник, която се превръща в лобно място на Димитър Попов, дарява част от имота си и сумата от 10 000 лева на Дружеството на младите бойци – Перник за изграждане на паметник. В писмото си до командира на Въздушните на Негово Величество войски той пише:
| „ | ... Нека този паметник бъде утеха на семейството и близките на героя и да служи за пример за саможертва и достойно изпълнен дълг към Родината. Със сълзи на очи Ви моля, господин генерал, да приемете моето скромно дарение!Бог да прости героя!... | “ |